# David De Freitas
Ne pas confondre avec David Freitas.
David De Freitas, né le 30 septembre 1979 à Senlis (Oise), est un ancien footballeur professionnel français puis devenu entraineur.

## Biographie

### Joueur
Formé du côté de Beauvais dans l'Oise, David De Freitas s'affirme vite comme un futur espoir de la région.
Il dispute son premier match pro avec l'AS Beauvais à l'âge de 18 ans alors en deuxième division. Il se révèle lors de la saison 1998-1999 où il devient un membre important de l'effectif mais subit une première relégation avec l'équipe au maillot rouge et blanc. Devenu professionnel durant l'été 1999, il survole le championnat National en obtenant le titre, et joue deux ans plus tard la montée en D2.
Mais en 2003, l'ASBO dont il est devenu capitaine, subit une nouvelle fois une relégation et c'est à ce moment que David en profite pour quitter le club de son cœur après 5 ans de bons et loyaux services où il a côtoyé des joueurs comme Eric Assadourian, Yohan Demont, Guillaume Beuzelin, Steve Savidan, Grégory Christ, Egutu Oliseh,  ou encore Grégory Thil, il s'envole alors pour Grenoble.
Après deux ans, il accumule les bonnes performances mais les résultats sont alors loin des ambitions du club isérois, il revient en Picardie, du côté de l'Amiens SC. Dans son nouveau club, il enchaîne les excellentes prestations. Il est littéralement le métronome et le meneur de jeu de la formation amiénoise. Il prend même le brassard de capitaine.
Souvent surveillé par des clubs de L1 il démontre qu'il a le niveau pour l'élite au point que le journal  "L'Équipe" titre "De Freitas, la taille Ligue 1", au lendemain de son match de Coupe de France, le 19 janvier 2007, contre son futur club, le FC Nantes Atlantique. Malgré cela l'Amiens SC s'incline 3-1.
Décidant de passer un échelon, il signe en juillet 2007 un contrat de 3 ans en faveur du FC Nantes, qui est alors relégué en Ligue 2.
Il marque son premier but chez les "Canaris" le 26 octobre 2007 contre les Chamois niortais, offrant ainsi la victoire à son équipe (0-1). Cette année-là, le FC Nantes revient en Ligue 1 en terminant vice-champion de L2, au plus grand bonheur de David de Freitas qui va enfin pouvoir découvrir l'élite du football français.
Titularisé pour le compte de la 1re journée de L1 en 2008-2009, il marque le but de l'égalisation, pour son premier match de Ligue 1. Hélas, la saison devient vite un calvaire, l'entraineur Michel Der Zakarian est remplacé au bout de 5 journée par l'expérimenté Élie Baup pour lequel De Freitas n'est pas un titulaire indiscutable. Outre le fait d'être souvent remplaçant, le club est relégué en Ligue 2, faisant ainsi l'ascenseur.
Le 7 décembre 2009 contre l'AC Arles-Avignon en raison de l'arrivée du nouvel entraîneur du FC Nantes Jean-Marc Furlan, De Freitas retrouve enfin le terrain et de plus en devient le capitaine.
En mai 2010, il signe au SCO Angers.
Le 21 juin 2012, il s'engage pour 2 ans avec le LB Châteauroux. Malgré 59 apparitions en deux saisons avec l'équipe berrichonne, il n'est pas conservé par les dirigeants. À l'été 2014, à l'âge 34 ans et avec plus de 400 matchs en ligue 2, il est pour la première fois de sa carrière sans contrat à l'aube d'une saison.
Il devient toutefois le joueur ayant disputé le plus de matchs en L2 depuis la réforme de 1993 et la création d'un seul groupe à 20 clubs.
En août 2015, il signe à l'Montelimar en DH ,
, il y joue jusqu'en 2017 et occupe même le poste de défenseur central lors de sa dernière saison.

## Clubs
- 1986-1997 :  US Pont-Sainte-Maxence (Oise)
- 1997-2003 :  AS Beauvais (National, Division 2/Ligue 2)
- 2003-2005 :  Grenoble Foot (Ligue 2)
- 2005-2007 :  Amiens SC (Ligue 2)
- 2007-2010 :  FC Nantes (Ligue 2, Ligue 1, Ligue 2)
- 2010-2012 :  SCO Angers (Ligue 2)
- 2012-2014 :  LB Châteauroux (Ligue 2)
- 2015-2017 :  US Montélimar (DH Rhône-Alpes)
- 2019 - ... :  US USJM (D3 Rhône-Alpes)

## Palmarès
- Championnat de France de National : 2000

## Statistiques
- 28 matchs et 2 buts en L1
- 437 matchs et 28 buts en L2
- 27 matchs et 1 but en National

mise à jour: 31 juillet 2014

## Entraîneur
En juin 2017, dans la continuité de ses dernières années sportives, le joueur est nommé entraîneur de l'équipe première de l'Union montilienne sportive. Fin 2017, il démissionne de son poste .
À l'été 2018, son nom circule pour devenir le directeur sportif de l'AS Beauvais, finalement sans suite.

## Consultant
En 2018, il devient consultant pour l'Agence Kemari, une société d'agents sportifs née de la volonté commune de ses associés d'établir avec les joueurs, les clubs, et les institutions des relations de confiance, saines, durables et respectueuses de l'humain, du sport et du droit.

## Clubs
- 2017 :  US Montélimar (DH Rhône-Alpes)

## Note
- Le joueur est recordman du nombre de matchs joué en Ligue 2 avec 437 matchs.
 Toutefois son ancien coéquipier Eugène Ekobo bat son record du nombre de minutes joués dans cette division le 12 août 2016 avec 33 414 minutes[8].